# Moonfleet
Moonfleet est un roman d'aventure britannique écrit par John Meade Falkner et publié en 1898. Il aborde les thèmes de la chasse au trésor, de la contrebande et des naufrages dans l'Angleterre du XVIIIe siècle. Il a été porté à l'écran par Fritz Lang en 1955 sous le nom des Contrebandiers de Moonfleet

## Écriture
Moonfleet est le deuxième roman de John Meade Falkner après The Lost Stradivarius publié en 1895.

## Résumé
En 1757, sur la côte sauvage du Dorset, le jeune John Trenchard devient par hasard membre d'une bande de contrebandiers dans le petit village de Moonfleet. Mais la quête du fabuleux diamant du pirate Barbe-Noire, enterré dans le cimetière de Moonfleet, l'entraîne dans une aventure encore plus périlleuse...

## Géographie
L'action se situe dans le Dorset, principalement autour de Chesil Beach, entre l'île de Portland et West Bay. Le nom de Moonfleet est une invention de l'auteur, mais correspond au village de Fleet.
Les châteaux de Corfe et celui de Carisbrooke apparaissent dans le livre.

## Adaptations
En 1955, le roman est adapté au cinéma par Fritz Lang sous le nom des Contrebandiers de Moonfleet, et reste l'un des plus fameux films d'Hollywood. Il existe de nombreuses différences entre l'intrigue du roman et celle du film.

## Traductions en français
- Les Contrebandiers de Moonfleet, traduction par Jeanne Bouniort, Éditions Fernand Nathan, 1981, 252p,  (ISSN 0293-4515),  (ISBN 2-09-283412-6)
- Moonfleet, traduction par Florence Herbulot, Éditions Phébus, 1989, 249p,  (ISSN 0768-9535),  (ISBN 2-85940-122-9). Première traduction intégrale[1]
- Moonfleet, traduction par Noël Chassériau, Éditions Gallimard, collection Folio Junior, 1990, 338p,  (ISBN 2-07-033509-7)